# Favoriți

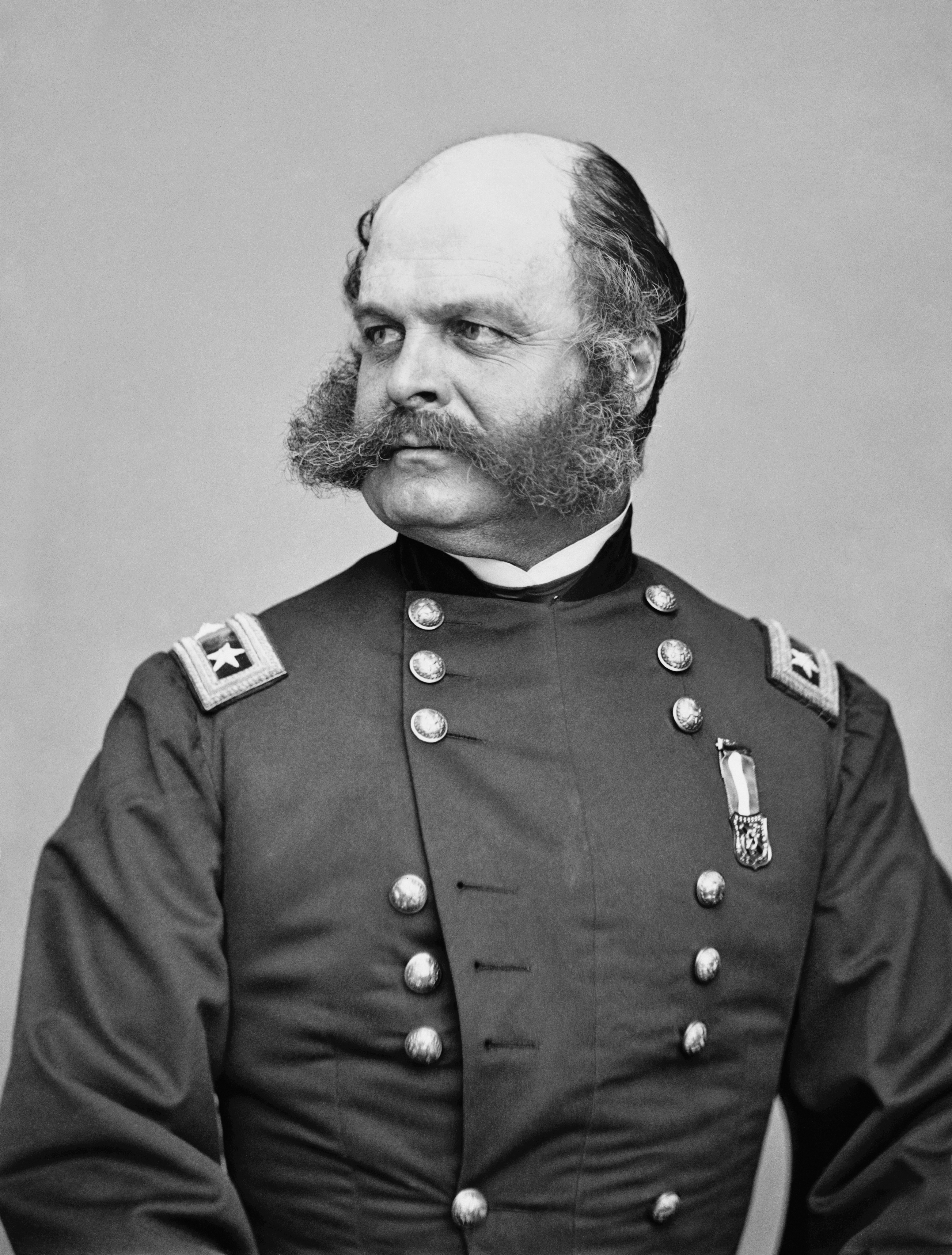
Denumirea englezească a favoriților („sideburns”) provine de la generalul american Ambrose Burnside (foto)

David Chubinashvili

Favoriții sunt petice de păr facial lăsat să crească de o parte și de alta a obrazului unui bărbat, prelungindu-se de la linia părului până mai jos de urechi. 
Denumirea englezească a favoriților („sideburns”) este o alterare din secolul al XIX-lea al cuvântului inițial burnsides, ce provine de la generalul din Războiul Civil American Ambrose Burnside, un om cunoscut pentru stilul său neobișnuit de aranjare a părului facial care unea favoriții groși printr-o mustață, dar lăsa bărbia complet rasă. 

## Variante

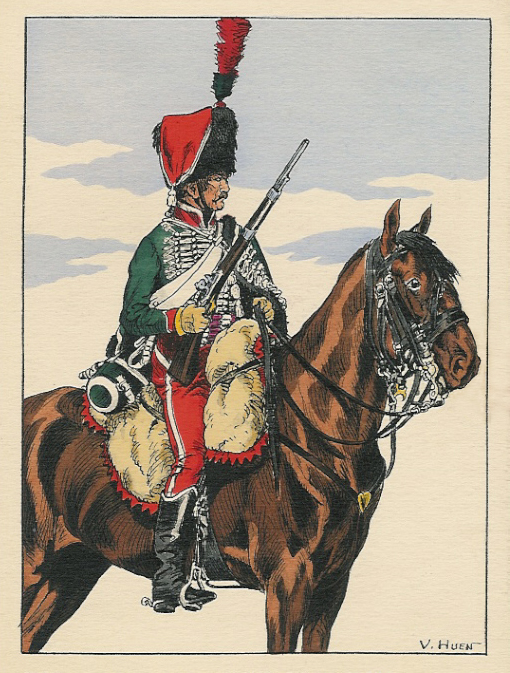
Un husar francez cu favoriți și mustață, 1804

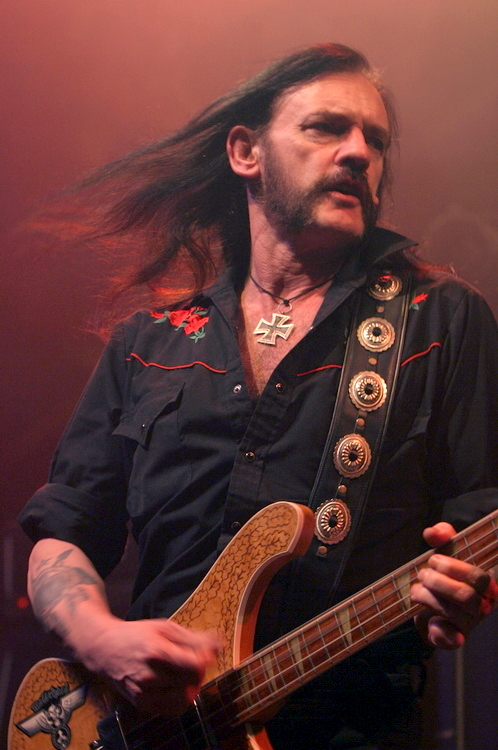
Lemmy

Favoriții pot fi purtați în combinație cu alte stiluri de păr facial, precum mustața sau barba, dar, odată ce se întind de la ureche la ureche  prin intermediul bărbiei ei încetează să mai fie favoriți și devin barbă.
Bărbații indigeni din Mexico, care își rădeau capetele și purtau favoriți lungi, precum și columbienii, care poartă favoriți lungi și nu au de obicei nici un alt fel de păr facial, erau menționați ca purtând balcarrotas, un stil de păr facial rar întâlnit în vremurile moderne, dar prețuit în secolul al XVI-lea ca un semn al orgoliului virilității și interzis de către autoritățile coloniale din Noua Spanie.

## Istorie

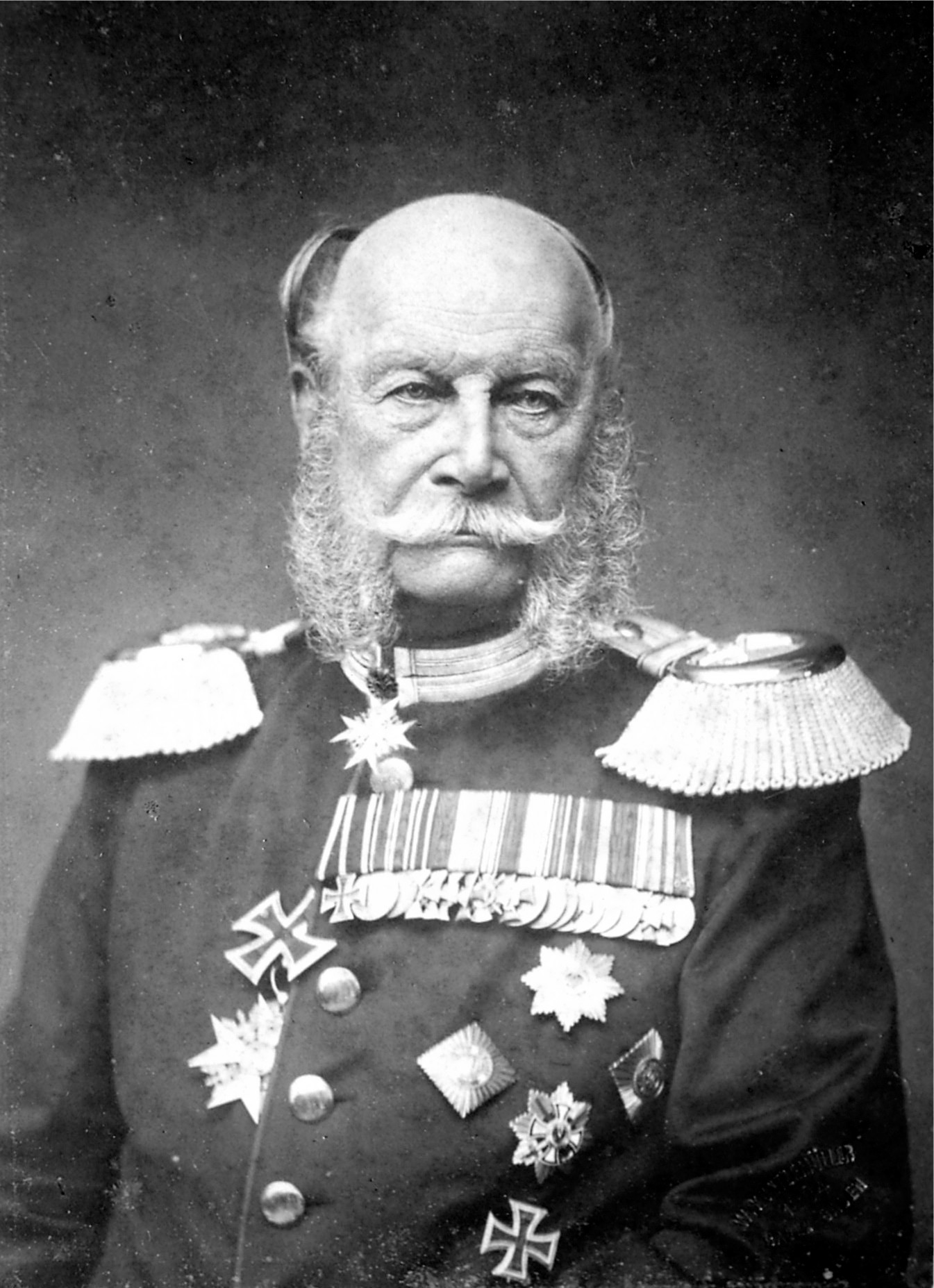
Wilhelm I, Împăratul Germaniei, a purtat favoriți lungi.

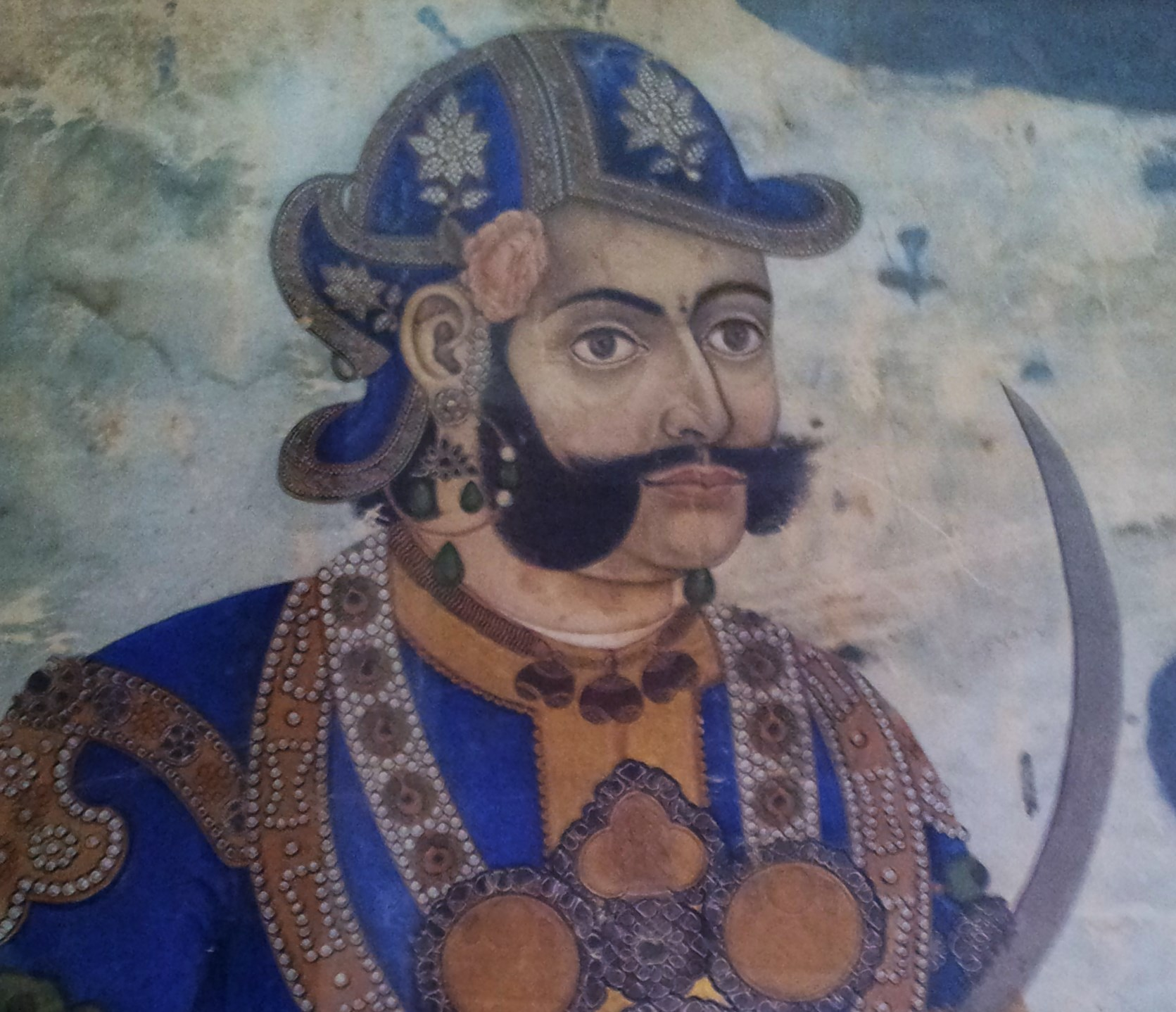
Portretul primului ministru nepalez Mathabar Singh Thapa îl prezintă cu favoriți inspirați de stilul comandanților militari hinduși din casta Kșatriya

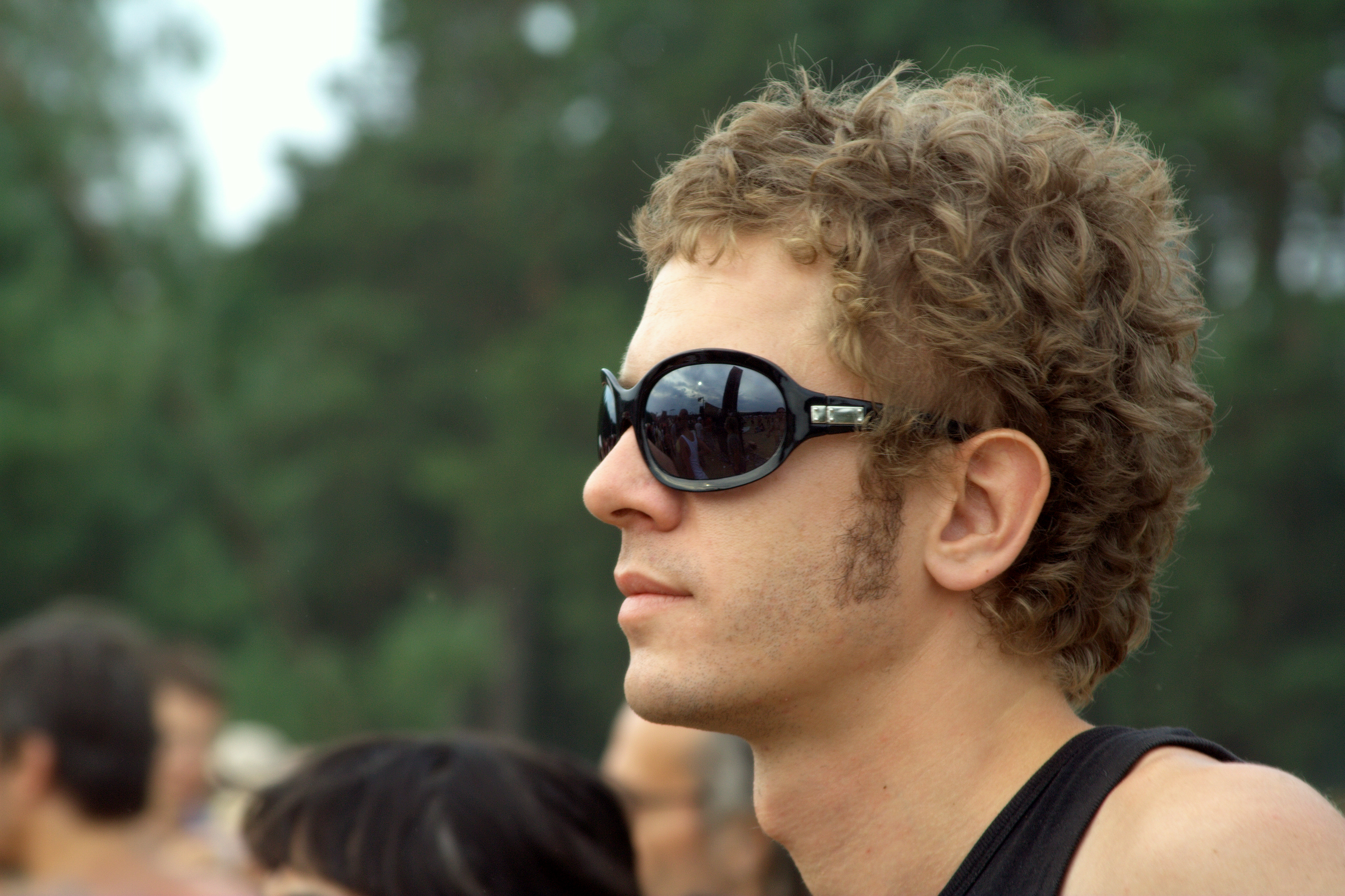
Campionul britanic de ciclism Bradley Wiggins cu favoriți

În istoria antică, Alexandru cel Mare este reprezentat cu favoriți într-un mozaic din Pompeii.
După secolul al XVIII-lea, când bărbații din centrul și vestul Europei erau complet bărbieriți, favoriții au început să dobândească o popularitate tot mai mare în timpul perioadei Napoleoniene, mai ales în rândul militarilor; trendul s-a extins până în Japonia epocii Meiji, în primul val de modă occidentală de acolo. Revenirea modei părului facial în Europa de Vest a început ca o modă militară, fiind inspirată inițial de favoriții purtați de soldații din regimentele de husari.
Preluând moda din Europa tineri criollos sud-americani au început să poarte favoriți. Mulți dintre eroii războaielor de independență din America de Sud, inclusiv José de San Martín, Manuel Belgrano, Antonio José de Sucre, Bernardo O'Higgins, José Miguel Carrera și Antonio Nariño au purtat favoriți și sunt reprezentați astfel în numeroase picturi, monede și bancnote.
Favoriții din secolul al XIX-lea au fost de multe ori mult mai extravaganți decât cei văzuți astăzi. În acea epocă favoriții atârnau de obicei sub linia maxilarului (vezi imaginea împăratului Wilhelm I din dreapta sus). La fel ca și barba, favoriții au ieșit repede din modă în secolul al XX-lea. În Primul Război Mondial, în scopul de a asigura o fixare mai bună a măștilor de gaze, bărbații trebuiau să fie complet rași pe față, dar puteau să poarte în continuare mustăți.
În 1936 președintele Roosevelt și-a lăsat să crească favoriții pentru o scurtă perioadă cu ocazia unei croaziere cu yahtul, provocând râsetele soției sale, Eleanor. Favoriții au revenit la modă la mijlocul anilor 1950, când Marlon Brando a apărut astfel în filmul The Wild One (1953). Sub influența lui Elvis Presley, rockerii au început să poarte favoriți ca o emblemă a bărbăției rebele a tinerilor care disprețuiau aspectul tipic al studenților de la universitățile „Ivy League”.
Personajul Wolverine este de obicei reprezentat și interpretat cu favoriți lungi, conferindu-i o imagine de personaj dur și agresiv. Favoriții au dobândit noi conotații în subcultura hippie din anii 1960: îndârjirea tineretului din New Jersey de a purta favoriți la serbarea de absolvire a liceului a făcut subiectul unui articol de ziar în 1967 și în alte subculturi ale tineretului de la sfârșitul anilor 1960 și începutul anilor 1970, cum ar fi hippie și skinhead (de obicei până la linia maxilarului sau mai scurți la sfârșitul anilor 1960). Favoriții au devenit, de asemenea, un simbol al cluburilor gay din San Francisco și Sydney. Datorită istoriei lor îndelungate, favoriții pot fi considerați ca fiind victorieni și ultra-conservatori, un semn de răzvrătire sau doar un artefact al modei actuale.